# Episodi di CSI: Miami (ottava stagione)
L'ottava stagione della serie televisiva CSI: Miami, composta da 24 episodi, è stata trasmessa sul canale statunitense CBS dal 21 settembre 2009 al 24 maggio 2010 sul canale statunitense CBS.
In Italia, l'ottava stagione è stata trasmessa dal 4 ottobre al 14 dicembre 2010 su Italia 1, invece l'episodio Bone voyage, che è la prima parte del crossover tra CSI - Scena del crimine e CSI: NY, è stata trasmessa prima su Fox Crime il 13 luglio 2011 e poi in chiaro su Italia 1 il 12 settembre successivo.
| nº | Titolo originale         | Titolo italiano                   | Prima TV USA      | Prima TV Italia  |
| -- | ------------------------ | --------------------------------- | ----------------- | ---------------- |
| 1  | Out of Time              | Tempo scaduto                     | 21 settembre 2009 | 4 ottobre 2010   |
| 2  | Hostile Takeover         | L'ultima chance                   | 28 settembre 2009 | 4 ottobre 2010   |
| 3  | Bolt Action              | Azione fulminante                 | 5 ottobre 2009    | 11 ottobre 2010  |
| 4  | In Plane Sight           | Omicidio in volo                  | 12 ottobre 2009   | 11 ottobre 2010  |
| 5  | Bad Seed                 | Semi velenosi                     | 19 ottobre 2009   | 18 ottobre 2010  |
| 6  | Dude, Where's My Groom   | Lo sposo scomparso                | 2 novembre 2009   | 18 ottobre 2010  |
| 7  | Bone voyage (Part One)   | Bone voyage                       | 9 novembre 2009   | 13 luglio 2011   |
| 8  | Point of Impact          | Punto d'impatto                   | 16 novembre 2009  | 28 ottobre 2010  |
| 9  | Kill Clause              | Clausola omicida                  | 23 novembre 2009  | 28 ottobre 2010  |
| 10 | Count Me Out             | Uno di meno                       | 7 dicembre 2009   | 4 novembre 2010  |
| 11 | Delko for the Defense    | Gioco di squadra                  | 14 dicembre 2009  | 4 novembre 2010  |
| 12 | Show Stopper             | L'ultimo spettacolo               | 11 gennaio 2010   | 11 novembre 2010 |
| 13 | Die By the Sword         | La spada                          | 18 gennaio 2010   | 11 novembre 2010 |
| 14 | In the Wind              | Nel vento                         | 1º febbraio 2010  | 18 novembre 2010 |
| 15 | Miami, We Have a Problem | Miami, abbiamo un problema        | 8 febbraio 2010   | 18 novembre 2010 |
| 16 | L.A.                     | Los Angeles                       | 1º marzo 2010     | 25 novembre 2010 |
| 17 | Getting Axed             | A colpi d'ascia                   | 8 marzo 2010      | 25 novembre 2010 |
| 18 | Dishonor                 | Disonore                          | 22 marzo 2010     | 2 dicembre 2010  |
| 19 | Spring Breakdown         | Vacanze di primavera              | 12 aprile 2010    | 2 dicembre 2010  |
| 20 | Backfire                 | L'incendio                        | 19 aprile 2010    | 9 dicembre 2010  |
| 21 | Meltdown                 | Nessuna traccia                   | 3 maggio 2010     | 9 dicembre 2010  |
| 22 | Mommie Deadest           | Cara mamma?                       | 10 maggio 2010    | 9 dicembre 2010  |
| 23 | Time Bomb                | L'autobomba                       | 17 maggio 2010    | 14 dicembre 2010 |
| 24 | All Fall Down (Part One) | Tutti giù per terra (prima parte) | 24 maggio 2010    | 14 dicembre 2010 |

## Tempo scaduto
- Titolo originale: Out of Time
- Diretto da: Sam Hill
- Scritto da: Tamara Jaron

### Trama
Delko viene ritrovato in fin di vita e Horatio pensa al 1997 e al caso che ha contribuito a formare la squadra investigativa.
- Altri interpreti: Khandi Alexander, Brad Leland, Denis O'Hare, Harold Sylvester, Brad William Henke, Jason George, Michelle Hurd

## L'ultima chance
- Titolo originale: Hostile Takeover
- Diretto da: Allison Liddi
- Scritto da: Corey Evett e Matt Partney

### Trama
Un uomo, Matthew Sloan, prende in ostaggio alcune persone al Dipartimento di Polizia di Miami-Dade, chiedendo centomila dollari e un elicottero, ma pretende al tempo stesso di interagire con Horatio per le trattative. Uno degli ostaggi è Jesse Cardoza, un ex agente che sta tornando al suo vecchio lavoro. Nell'agitazione, il sequestratore spara a una donna, alla quale Jesse presta primo soccorso. Il criminale, dopo aver concesso a Horatio di portare la donna in ospedale, chiede centomila dollari e un elicottero, ordinando di prelevarli presso un'agenzia di cambio. Grazie a un abile stratagemma, Sloan riesce a ingannare tutti e a scappare dall'edificio dopo aver liberato gli ostaggi, ma lasciando anche lì tutti i soldi. Horatio capisce che le vere intenzioni dell'uomo sono altre e inizia a esaminare le prove. Analizzando il denaro, scoprono che si tratta di banconote false e che il proprietario dell'agenzia di cambio è un ex socio di Matthew, che lo ha truffato e gli ha fatto perdere i risparmi di una vita. Il truffatore viene arrestato e Matthew contatta Horatio, dicendogli di aver fatto il sequestro nel suo distretto perché fosse lui a occuparsene, avendo visto nei notiziari televisivi quanto si adoperi per aiutare il prossimo. Matthew aggiunge che ci sono altre persone che gli hanno distrutto la vita e di continuare le indagini. Matthew ha a suo carico un'ordinanza restrittiva da parte della ex moglie, che lo ha lasciato dopo la truffa subita, e del suo nuovo compagno per chiamate minatorie in piena notte e per aver sfondato la loro porta di casa a calci. L'ex moglie gli ha fatto anche causa per avere l'affido esclusivo del figlio dopo che quest'ultimo aveva inizialmente dichiarato, per poi ritrattare, che il padre gli avesse fratturato un braccio picchiandolo. Horatio e la sua squadra scoprono che l'abbattimento della porta che ha causato l'ordinanza restrittiva è stata opera del nuovo compagno dell'ex moglie, che stanco delle telefonate notturne ha simulato un'aggressione per avere l'ordinanza restrittiva, così l'uomo viene arrestato per spergiuro. Jesse afferma di aver capito che Sloan è un brav'uomo che ha agito per disperazione e che non avrebbe mai picchiato il figlio, scoprendo che in realtà la frattura al braccio è stata provocata dalla madre, non dal padre. La donna ha fatto male al figlio per averne l'affido esclusivo e dopo che il bambino confida tutto a Horatio, l'ex moglie di Sloan viene arrestata. Dopo aver sentito la notizia in televisione, Matthew Sloan si costituisce e ringrazia Horatio per aver finalmente fatto giustizia e gli chiede di vegliare sul figlio finché non uscirà di galera.
- Altri interpreti: Sharif Atkins, David Lee Smith, Rick Hoffman, Robert Gant, Monique Gabriela Curnen, Wes Ramsey, Latarsha Rose

## Azione fulminante
- Titolo originale: Bolt Action
- Diretto da: Gina Lamar
- Scritto da: Melissa Scrivner

### Trama
Tre ragazzi rimangono folgorati durante un torneo di beach volley e la squadra dovrà scoprire cosa è successo. Nel frattempo l'indagine interna che coinvolge Calleigh e Delko arriva a una conclusione.
- Special guest star: John Terry, Cheryl Ladd
- Altri interpreti: Tia Carrere, Omar Miller, Christian Clemenson, David Lee Smith, Ben Milliken, Kate Lang Johnson, Blair Redford

## Omicidio in volo
- Titolo originale: In Plane Sight
- Diretto da: Larry Detwiler
- Scritto da: Robert Hornak

### Trama
Un broker di investimento che ha rubato milioni viene trovato morto nel suo aereo. L'indagine rivela una serie di persone che volevano ucciderlo, ma non si trovano i soldi con cui cercava di scappare.
- Altri interpreti: Andrea Parker, Omar Miller, Christian Clemenson, Lombardo Boyar, Shawn Pyfrom, Andy Buckley, Brooke Bloom, Patrick Kilpatrick, Khalil Kain, Nicholas Guest

## Semi velenosi
- Titolo originale: Bad Seed
- Diretto da: Matt Earl Beesley
- Scritto da: Brian Davidson

### Trama
L'indagine questa volta riguarda la morte di due ragazzi che avevano mangiato in un fast food. Horatio viene a trovarsi contro un potente colosso industriale. Il caso ha un grave impatto su Delko.
- Altri interpreti: Khandi Alexander, Omar Miller, Steven Culp, Jack Conley, Bobby Campo, Caroline Aaron, Craig Anton, Lance Barber, Charles Parnell, Sandra Purpuro, Ajay Mehta

## Lo sposo scomparso
- Titolo originale: Dude, Where's My Groom
- Diretto da: Carey Meyer
- Scritto da: Brett Mahoney

### Trama
Una sposa viene abbandonata all'altare e i testimoni dello sposo sono trovati ammanettati in una fontana e sono coperti di sangue. La squadra di Horatio deve trovare lo sposo.
- Altri interpreti: Christian Clemenson, J. C. MacKenzie, Tug Coker, Greg Winter, Alexa Havins, Jessie O'Donohue, Sal Lopez, Charlie Koznick, Philippe Brenninkmeyer

## Bone voyage
- Titolo originale: Bone Voyage
- Diretto da: Sam Hill
- Scritto da: Barry O'Brien

### Trama
Horatio chiama a Miami il dottor Ray Langston poiché scopre che una gamba mozzata, trovata nelle Everglades, appartiene a una ragazza scomparsa, una settimana prima a Las Vegas. 
- Nota. L'episodio è la prima parte del crossover con CSI - Scena del crimine e CSI: NY. La vicenda continua infatti nell'episodio Corsa contro il tempo e successivamente di CSI - Scena del crimine intitolato Traffico di donne (3ª parte).

## Punto d'impatto
- Titolo originale: Point of Impact
- Diretto da: Eric Mirich
- Scritto da: Krystal Houghton

### Trama
La squadra di Horatio deve investigare su un incidente in cui i due autisti muoiono. Sarà difficile capire la dinamica dell'incidente e chi ne è stato il responsabile.
- Altri interpreti: Christian Clemenson, Henry Simmons, Paul Gasol, Arjay Smith, Paloma Guzmàn, Wes Ramsey, Sherri Saum, Nieko Mann, Meg Cionni

## Clausola omicida
- Titolo originale: Kill Clause
- Diretto da: Scott Lautanen
- Scritto da: Jeremy Littman

### Trama
La squadra sospetta che una compagnia uccida i suoi dipendenti per riscuotere le loro polizze assicurative.
- Altri interpreti: Christian Clemenson, Chris Eigeman, Sam Menning, Mini Andén, Laura Cerón, Ian Anthony Dale, Michaela McManus, Sherman Augustus, Ward Horton

## Uno di meno
- Titolo originale: Count Me Out
- Diretto da: Marco Black
- Scritto da: Marc Dube

### Trama
Nel porta bagagli di un'auto inseguita la squadra trova il corpo di un addetto al censimento. Indagando sulle ultime ore dell'uomo, la squadra trova un laboratorio di metanfetamina.
- Altri interpreti: Christian Clemenson, John Patrick Amedori, Esteban Powell, Kathleen York, Sharon Pierre-Louis

## Gioco di squadra
- Titolo originale: Delko for the Defense
- Diretto da: Gina Lamar
- Scritto da: Tamara Jaron

### Trama
Un senzatetto si intrufola in una casa dove la mattina successiva la proprietaria viene uccisa. L'avvocato del senzatetto assume Eric per avere un consulto sulle prove.
- Special guest star: Adam Rodríguez
- Altri interpreti: Christian Clemenson, Jo Champa, Denis O'Hare, Eric Jungmann, Gretchen Egolf, Boti Bliss, Wes Ramsey, Rick Lieberman

## L'ultimo spettacolo
- Titolo originale: Show Stopper
- Diretto da: Sam Hill
- Scritto da: Corey Evett e Matt Partney

### Trama
Una pop star prende fuoco sul palco su cui si stava esibendo. Inizialmente lo staff impedisce alla squadra di accedere al corpo. La successiva autopsia svela che la ragazza morta, non è chi si pensava.
- Altri interpreti: Lucy Hale, Christian Clemenson, Jackie Debating, Brennan Elliott, Alan Ruck, David Lee Smith, Christopher Redman, Wes Ramsey, Erik Scott Smith, Christine Adams

## La spada
- Titolo originale: Die By the Sword
- Diretto da: Matt Earl Beesley
- Scritto da: Melissa Scrivner

### Trama
Dentro un capannone viene ritrovato il corpo, segato in due, di un uomo. Dalla scoperta dell'arma del delitto, una katana, si risale alla mafia giapponese e poi al movente.
- Altri interpreti: Christian Clemenson, Brad Leland, Roger Yuan, Booboo Stewart, Michelle Krusiec, Christopher Redman, Brian McGovern, John Newton

## Nel vento
- Titolo originale: In the Wind
- Diretto da: Allison Liddi
- Scritto da: Brett Mahoney

### Trama
Una titubanza in un'intervista a una testimone chiave di un omicidio, rende incerta l'esecuzione di un uomo rinchiuso per 15 anni in prigione. La squadra avrà solo 24 ore per dimostrare che il vero assassino è sempre stato dietro le sbarre.
- Altri interpreti: Anthony Michael Hall, Nicholas Lea, Phyllis Somerville, Denis O'Hare, Nick Eversman, Scott Michael Campbell, Evan Ellingson
- Special guest star: Adam Rodríguez

## Miami, abbiamo un problema
- Titolo originale: Miami, We Have a Problem
- Diretto da: Sam Hill
- Scritto da: Brian Davidson

### Trama
Un uomo cade su un'auto ma dall'autopsia sembra che non sia caduto né da un albero, né da un aereo, bensì dallo spazio.
- Altri interpreti: Christian Clemenson, Flex Alexander, David Chisum, Thad Luckinbill, Ted King, Clare Carey, Christopher Redman, Granville Ames, Dilshad Vadsaria

## Los Angeles
- Titolo originale: L.A.
- Diretto da: Rob Zombie
- Scritto da: Barry O'Brien

### Trama
La donna controllata da Cardoza viene drogata e trovata vicino al cadavere di una sua amica. Cardoza continua a sostenere i suoi sospetti sul fidanzato della ragazza, già accusato di altri omicidi a Los Angeles ma scagionato da un errore imputato a Cardoza. Horatio ed Eric vanno a Los Angeles per riabilitare il nome del collega.
- Special guest star: Malcolm McDowell, Michael Madsen, Adam Rodríguez
- Altri interpreti: Paul Blackthorne, William Forsythe, Christian Clemenson, Mini Anden, Sheri Moon Zombie, Christina Chang, Wes Ramsey, Billy Gibbons

## A colpi d'ascia
- Titolo originale: Getting Axed
- Diretto da: Carey Meyer
- Scritto da: Krystal Houghton

### Trama
Una donna, nel cui cranio è conficcata un'ascia, è ritrovata sul tetto di un ascensore nel suo ufficio. Per trovare il colpevole, la squadra indaga anche sul suo passato.
- Altri interpreti: Christian Clemenson, Matthew John Armstrong, Adam Wylie, Kaylee DeFer, Daniel Roebuck, Bridget Ann White, Bryan Callen, Wes Ramsey, Christopher Redman, Daniel Zacapa

## Disonore
- Titolo originale: Dishonor
- Diretto da: Sam Hill
- Scritto da: Marc Dube

### Trama
Un amico e collega di Kyle viene ritrovato nella sua officina circondato dalle fiamme. Dall'autopsia si scopre che però non è lui, ma il padre della ragazza che frequenta.
- Altri interpreti: Christian Clemenson, Evan Ellingson, Necar Zadegan, Inbar Lavi, Ethan Rains, Navid Negahban, Jeff Kober, Assaf Cohen

## Vacanze di primavera
- Titolo originale: Spring Breakdown
- Diretto da: Larry Detwiler
- Scritto da: Corey Evett e Matt Partney

### Trama
Durante le vacanze di primavera la squadra indaga sulla morte di tre ragazzi. Inizialmente sembra siano tre casi scollegati.
- Altri interpreti: Chelsea Hobbs, Christian Clemenson, Cassie Scerbo, Christopher Redman, Wes Ramsey, Peter Mooney, Shawn Woods, Alan Ritchson, Teresa Castillo, Simon Miller

## L'incendio
- Titolo originale: Backfire
- Diretto da: Don Tardino
- Scritto da: Tamara Jaron e Melissa Scrivner

### Trama
Per salvare un ragazzo da una casa in fiamme, Calleigh rischia la vita. Nella ricerca del colpevole, sarà proprio lei, dal letto di ospedale, a fornire la soluzione del caso.
- Special guest star: Adam Rodríguez
- Altri interpreti: John Beasley, Christian Clemenson, Robert Bailey Jr., Robin Bartlett, Meghan Markle, Blake Gibbons, Scott Alan Smith

## Nessuna traccia
- Titolo originale: Meltdown
- Diretto da: Matt Earl Beesley
- Scritto da: K. David Bena e Brian Davidson

### Trama
Durante una rapina in una gioielleria, in cui i malviventi hanno calcolato tutto, un ragazzo muore. La squadra scoprirà che il loro obiettivo era l'oro, infatti troveranno tutti i diamanti che verranno sequestrati. Ma poi spariranno dal magazzino prove e a Eric sarà affidato il compito di indagare.
- Special guest star: Adam Rodríguez
- Altri interpreti: Johnny Whitworth, Christian Clemenson, Kathleen Robertson, David Lee Smith, Christian Campbell, Kevin Weisman, Tim Russ

## Cara mamma?
- Titolo originale: Mommie Deadest
- Diretto da: Gina Lamar
- Scritto da: Krystal Houghton e Brett Mahoney

### Trama
Dopo la festa per il suo anniversario, una signora viene uccisa molto violentemente, perciò si indaga sulla famiglia. Nonostante all'apparenza sembrasse una famiglia felice, la squadra scoprirà delle violenze domestiche che i figli hanno dovuto subire negli anni.
- Special guest star: Adam Rodríguez
- Altri interpreti: Mark Moses, Christian Clemenson, Christina Chang, Brad Leland, David Lee Smith, Olesya Rulin, Colin Ford, Fay Masterson, Andrea Bogart, Wes Ramsey

## L'autobomba
- Titolo originale: Time Bomb
- Diretto da: Sam Hill
- Scritto da: Corey Evett e Matt Partney

### Trama
Mentre Eric sta per consegnare il suo rapporto sui colleghi al procuratore, essa viene uccisa da un'autobomba. Le indagini si concentrano subito su tutti coloro che lavorano al dipartimento. In casa di Ryan, la squadra ritrova i diamanti scomparsi, ma convinti della sua innocenza, indagano più a fondo per trovare i veri colpevoli.
- Special guest star: Adam Rodríguez
- Altri interpreti: David Lee Smith, Christian Clemenson, Brad Leland, Christina Chang, Brett Rickaby, Ramon Fernandez

## Tutti giù per terra (prima parte)
- Titolo originale: All Fall Down (Part One)
- Diretto da: Joe Chappelle
- Scritto da: Barry O'Brien e Marc Dube

### Trama
La squadra riceve vari indizi su tre casi collegati tra loro e cerca di stabilire chi sia il colpevole. Al termine dell'episodio tutti coloro che lavorano nel laboratorio verranno ritrovati intossicati da Eric.
- Special guest star: Adam Rodríguez
- Altri interpreti: Kristen Hager, Christian Clemenson, Roger Bart, Esai Morales, J.R. Cacia, Justine Eyre